# Золотуха Михайло Михайлович
Михайло Золотуха (23 грудня 1957, Семигинів) — виконавець, композитор, автор текстів, продюсер.

## Життєпис
Народився 23 грудня 1957 року в селі Семигинові Стрийського району. Маленьким хлопчиком проявив любов до музики, майстрував гітари, сопілки, цимбали. Перші уроки музики отримав від талановитого сільського музики-трубача Й. Бурака. Закінчив Семигинівську середню школу, Стрийську музичну школу. Під час військової служби вдосконалював майстерність. Почав писати пісні. Працював керівником естрадного оркестру Моршинського Палацу культури, сільським головою с. Жулина. Нині – викладач Стрийської дитячої музичної школи. 

## Мистецький доробок
Створений  ним вокально-інструментальний ансамбль «Говерла» став доброю школою для зростання багатьох молодих естрадних співаків. У творчому доробку композитора і виконавця Михайла Золотухи – велика кількість естрадних та хорових пісень, які вирізняються своєю мелодійністю, ліричним настроєм, народною ритмомелодикою. Його пісні не галасливі, без фальшивого пафосу, мелодійні, м'які і лагідні, і в цьому є велика майстерність автора, - укласти свої музичні думки за народною манерою, однак  не зраджуючи власному композиторському стилю. Створений  ним вокально-інструментальний ансамбль «Говерла» став доброю школою для зростання багатьох молодих естрадних співаків. У творчому доробку композитора і виконавця Михайла Золотухи – велика кількість естрадних та хорових пісень, які вирізняються своєю мелодійністю, ліричним настроєм, народною ритмомелодикою. Його пісні не галасливі, без фальшивого пафосу, мелодійні, м'які і лагідні, і в цьому є велика майстерність автора, - укласти свої музичні думки за народною манерою, однак  не зраджуючи власному композиторському стилю.
Він поклав на музику понад 300 віршів місцевих поетів. Автор пісенних збірок «Пісенний вернісаж» (у п’яти  випусках: «Освідчення», «Пісенний вернісаж» - 1, «Пісенний вернісаж» - 2), «Журавлині ключі», «Місто моїх надій».
Всього у доробку Михайла Михайловича 17 кліпів, серед яких «Вулицями Стрия» (стара добра пісня по-нашому, музика Юрія Антонова, слова Івана Левицького та Михайла Золотухи), «Обпалена любов» (слова та музика Михайла Золотухи), «Новий Рік» (слова та музика Михайла Золотухи), «Різдвяні сни» (слова Богдана Стельмаха, музика Михайла Золотухи), «Стрийський дощ» (слова Мирона Нестерчука, музика Михайла Золотухи) та ін.
Широку популярність отримали такі пісні автора, як «Україно, рідна мати», «Гімн Свободі», «Балада про повстання», «Ватра», «Обпалена любов», «Летять лелеки» та інші.

## Заслуги
Михайло Золотуха – неодноразовий лауреат міжнародного конкурсу української естрадної пісні «Золоті трембіти».